# Fatoumata Keïta
Pour les articles homonymes, voir Keita.
Fatoumata Keïta, souvent appelée Fatim Keïta est une femme de lettres, romancière, poète et essayiste malienne, née en 1977 à Baguinéda. Elle est la promotrice de la maison d'édition Figuira.

## Biographie

### Jeunesse et études
Fatoumata Keïta est née en 1977 dans une famille de cinq enfants, à Baguinéda, à proximité de Bamako, au Mali. À douze ans, elle quitte ses parents pour vivre à Figuira, le village natal de son père, dans le Mandé, puis à Kayes. Tous les soirs, elle doit vendre de l’eau fraîche à la gare.
Elle a finalement la possibilité de poursuivre ses études, obtenant une maîtrise de socio-anthropologie à la faculté des langues, arts et sciences humaines de Bamako, et un DEA en socio-économie du développement, à l’université Mandé Bukari de Bamako. Elle travaille ensuite pour la radio.

### Carrière
Elle se consacre également à l'écriture, de poésie, de roman et d'essai. Sa première œuvre est intitulée Polygamie, gangrène du peuple, publiée en 1998 par les Nouvelles Éditions Africaines (NEA) dans une anthologie regroupant de jeunes écrivains d'Afrique de l'Ouest. Elle écrit également un recueil de nouvelles, Les Ombres du passé, ainsi qu'un recueil de poèmes, À toutes les muses, édité par Mandé Éditions, et des poèmes mis en musique par Aba Diop. En 2014, elle produit un nouvel essai, Crise sécuritaire et violences au Nord du Mali, aux Éditions La Sahélienne.
Elle est également l'auteure d'une trilogie romanesque, entamée avec Sous fer en 2013, prix Massa Makan Diabaté en 2015, suivie de Quand les cauris se taisent et Les Mamelles de l’amour.
En 2016, paraît un carnet de voyages, J’aimais cet homme qui chantait le fleuve, associant des poèmes de Fatoumata Keïta aux photographies des bords du fleuve Niger, prises par Michel Calzat.
Elle observe dans son œuvre la société malienne contemporaine, le Mandé rural comme la vie urbaine à Bamako, l'excision, la polygamie, le lévirat, etc., et joue également des expressions malinké.

## Œuvres
- Polygamie, gangrène du peuple, nouvelle dans une anthologie regroupant de jeunes écrivains d'Afrique de l'Ouest, 1998, chez Nouvelles Éditions Africaines (NEA)
- À toutes les muses, édité par Mandé Éditions
- Sous fer[2], 2013, prix Massa Makan Diabaté en 2015
- Crise sécuritaire et violences au Nord du Mali, 2014, Éditions La Sahélienne
- J’aimais cet homme qui chantait le fleuve, 2016, carnet de voyages avec poèmes et photographies de Michel Calzat[6]
- Quand les cauris se taisent, 2017, Éditions La Sahélienne[1]
- Les Mamelles de l’amour, 2017, Éditions La Sahélienne[1]

## Récompenses et distinctions
- Lauréate du 2e prix de la première Dame du meilleur Roman féminin[7] ;
- Lauréate du prix Massa Makan Diabaté 2015 de la Rentrée littéraire du Mali[8] ;
- 2e prix du meilleur roman de l’Afrique de l’Ouest[9].